# Radonice, Praha-východ
Radonice là một làng thuộc huyện Praha-východ, vùng Středočeský, Cộng hòa Séc.